# Stranger Things: The First Shadow
Stranger Things: The First Shadow è un'opera teatrale di Kate Trefry su soggetto dei Duffer Brothers, Jack Thorne e della stessa Trefry. Co-prodotta da Netflix e Sonia Friedman, la pièce è stata portata al debutto a Londra nel 2023 e funge da prequel della serie televisiva Stranger Things.

## Trama
Hawkins, 1959. Mentre l'adolescente Joyce Maldonado dirige le prove del musical scolastico, i compagni di scuola Jim Hopper e Bob Newby cominciano a indagare sulle misteriose uccisioni di numerosi animali domestici e tutte le prove sembrano condurre alla famiglia Creel, appena trasferitasi nell'Indiana dal Nebraska. Il misterioso figlio dei Creel, Henry, ha appena cominciato a frequentare l'Hawkins High School, dove fa amicizia con Patty, figlia adottiva del preside Newby e sorellastra di Bob. Da sempre desiderosa di trovare la vera madre, Patty chiede l'aiuto di Henry dopo essersi resa conto che il ragazzo ha dei poteri sovrannaturali. 

## Il debutto
Nel luglio 2022 è stato annunciato che Netflix avrebbe prodotto per la prima volta un'opera teatrale, prequel e spin-off della serie Stranger Things. Co-diretta da Stephen Daldry e Justin Martin, l'opera è stata portata al debutto il 14 dicembre 2023 al Phoenix Theatre del West End londinese, dopo un periodo di rodaggio e anteprime aperte al pubblico iniziate il 7 novembre precedente.
Stranger Things: The First Shadow è stato accolto positivamente dalle maggiori testate britanniche, ottenendo cinque candidature e due vittorie ai Premi Laurence Olivier nel 2024: la pièce ha vinto infatti il premio alla miglior commedia e alla miglior scenografia.